# Adrián Sada Cueva
Adrián Sada Cueva (30 de diciembre de 1975 en Monterrey, Nuevo León, México), es un empresario y gremialista empresarial mexicano, director general ejecutivo de Vitro, la empresa de vidrio arquitectónico y automotriz más grande de Norteamérica.

## Relaciones familiares y educación
Adrián Sada Cueva es hijo del empresario Adrián Sada González y nieto del también empresario Adrián Sada Treviño quienes también fueron directores de la compañía Vitro.
Realizó su educación a nivel profesional en el Instituto Tecnológico y de Estudios Superiores de Monterrey. obteniendo el título de Licenciatura en Administración de Empresas. Continuó con su educación en la Universidad de Stanford en donde obtuvo el grado de Maestría en Negocios.

## Trayectoria
Dentro de su vida laboral Adrián Sada ocupó los siguientes cargos:
- 2003, Director General de Vitro Cristalglass
- 2006, Director de Vitro Automotriz
- 2008, Director de Reestructura Interna de Vitro
- 2009, Director General de Administración y Finanzas Envases
- 2011, Director General Operativo de Envases
- 2012, Director General de Envases
- 2013, Director General Ejecutivo de Vitro[4]
- 2019, Presidente de CAINTRA (Cámara de la Industria de Transformación de Nuevo León)[5][6][7]

Además funge como miembro del Consejo de Administración de Grupo Financiero Banorte, Nemak, Dallas Museum of Art (DMA) y Organización Vida Silvestre.
Vitro es una empresa pública de fabricación de vidrio, fundada en 1909 y con sede en México. En los últimos años, ha experimentado importantes cambios en su cartera de negocios, desde la venta de su negocio de envases para alimentos y bebidas, en la cual Adrián Sada Cueva quien ocupaba en ese momento el cargo de director general ejecutivo de la compañía participó directamente en la toma de decisión que en ese momento representaba la división más grande y antigua de Vitro hasta la adquisición en 2016 del negocio de vidrio arquitectónico de la compañía PPG y PGW Automotive Glass.
Actualmente, Vitro es la empresa de vidrio arquitectónico y automotriz más grande de Norteamérica.